# ريكو دانيلز
ريكو دانيلز (بالإنجليزية: Rico Daniels)‏ هو مقدم تلفزيوني بريطاني، ولد في 1952 في Basildon ‏ في المملكة المتحدة.